# Filip Maria Visconti
Filip Maria Visconti (ur. 23 września 1392, zm. 13 sierpnia 1447) – syn księcia Mediolanu Gian Galeazzo Viscontiego i Katarzyny Visconti, ostatni książę Mediolanu z rodu Viscontich.

Herb rodziny Viscontich

## Życiorys
Od dzieciństwa miał problemy zdrowotne. Jeszcze przed urodzeniem jego i jego starszego brata Giovanniego Marii, ich matka kilka razy poroniła, czego powodem mogło być bliskie pokrewieństwo między nią a mężem (ich ojcowie byli braćmi). Bojąc się, że nie będą mieli potomstwa Gian Galeazzo i Katarzyna złożyli ślub, że dzieci, które im się narodzą, zostaną ofiarowane Matce Bożej. W 1388 r. urodził się Giovanni Maria, a w 1392 r. Filippo Maria. Obydwaj otrzymali jako drugie imię Maria, jako znak podzięki dla Matki Bożej za dar, jakim byli dla rodziców. Filippo od dzieciństwa cierpiał na krzywicę, której skutki przeszkadzały mu również w wieku dojrzałym stać lub chodzić przez dłuższy czas.
W 1402 r. zmarł Gian Galeazzo, który kilka lat wcześniej, w 1395 r. uzyskał tytuł księcia Mediolanu. Tytuł ten i władza nad rozległymi posiadłościami przypadły pierworodnemu synowi, w którego imieniu miała rządzić matka jako regentka. Filip Maria został natomiast wysłany do Pawii, która zgodnie z testamentem ojca przypadła mu w udziale. Władza Giovanniego Marii charakteryzowała się niepokojami i rozgrywkami między różnymi frakcjami, które chciały mieć wpływ na władzę. Jeden z przywódców, Facino Cane, wyszedł zwycięsko z tej walki i wpłynął na młodego księcia, aby ten uwięził matkę, co też się wkrótce stało. Została uwięziona w zamku w Monzy i wkrótce zmarła, prawdopodobnie otruta. Jej losem interesował się tylko Filippo Maria, choć nic nie mógł zrobić, zamknięty praktycznie w murach Pawii. Przyglądał się bezsilnie rozkładowi państwa, który się dokonywał za sprawą rządów jego brata. Ten był coraz bardziej skłócony z arystokracją i ludem Mediolanu. Giovanni Maria nie przejmował się zbytnio bratem. Nie uważał go nawet za zagrożenie dla swoich rządów na skutek opinii o jego słabym zdrowiu. Co więcej, w 1410 r. Facino Cane zajął Pavię, a więc Filippo Maria przestał się w ogóle liczyć.
Wielką zmianę przyniósł rok 1412, kiedy to zarówno Facino Cane, jak i Giovanni Maria zmarli, jeden na skutek ciężkiej choroby, a drugi zamordowany. Filippo Maria stał się spadkobiercą obu: po pierwszym odziedziczył żonę, czterdziestodwuletnią Beatrice di Lascaris, a po drugim tytuł książęcy i władzę nad znacznym jeszcze terytorium. Państwo jednak znajdowało się w głębokim kryzysie politycznym i gospodarczym.
Filip Maria, człowiek przesądny, bez skrupułów, cyniczny i paranoiczny, wykazał jednak znaczną zdolność polityczną. Poślubił Beatrice i z wpływów ekonomicznych wniesionych przez nią w posagu zdołał częściowo uporządkować państwo. Gdy żona zaczęła się zbytnio interesować rozgrywkami politycznymi, kazał ją ściąć razem z rzekomym wspólnikiem w cudzołóstwie (1418 r.).
W 1421 podporządkował Genuę Mediolanowi.
Sam Filip Maria podejrzewany był o rozwiązłe życie. Otaczał się paziami, którzy ciągle mu towarzyszyli, a także utrzymywał związek z Agnese del Maino, córką hrabiego palatyna Ambrożego i prawdopodobnie damą dworu żony. W 1425 r. z tego związku urodziła się jedyna naturalna córka Filippo Marii – Bianka Maria.
Gdy zmarł Giorgio Ordelaffi władca Forlì, Filippo Maria, który wcześniej został ustanowiony przez niego opiekunem jego syna Tebalda, postanowił skorzystać z okazji i opanować Romanię (1423). Było to przyczyną wojny z Florencją, która zdecydowanie sprzeciwiała się ambicjom księcia Mediolanu. Na skutek działań Francesco Bussone do wojny z Mediolanem przystąpiła Wenecja (1425). Działania wojenne przeniosły się do Lombardii, a w 1426 r. Conte di Carmagnola wywołał przeciw księciu Mediolanu rewoltę w Brescii, którą on sam zdobył dla Viscontich pięć lat wcześniej. Po długim oblężeniu i zniszczeniu floty książęcej, która dostarczała żywność dla miasta, Wenecja zdobyła Brescię i wschodni brzeg Jeziora Garda. Filippo Maria na próżno prosił o pomoc Zygmunta Luksemburskiego i w 1426 r. zmuszony był przyjąć pokój na warunkach podyktowanych przez papieża Marcina V i do oddania Brescii oraz hrabiemu Carmagnola wszystkich jego wcześniejszych posiadłości w Mediolanie.
Narzucony pokój był źle przyjęty przez lud mediolański, ale także przez samego cesarza, którego reprymendy wobec księcia stały się przyczyną podjęcia przez niego nowych działań zbrojnych, które w sumie doprowadziły do klęski władcy Mediolanu. Jej bezpośrednią przyczyną była bitwa pod Maclodio (12 października 1427 r.). Ostatecznym efektem klęski militarnej była utrata przez Mediolan na rzecz Wenecji Bergamo i Brescii.
W 1431 r. papieżem został Eugeniusz IV, Wenecjanin, a więc przeciwny rodzinie Visconti. Filippo Maria oddał mu Forli i Imolę. W 1428 r., znalazłszy się w politycznym impasie próbował zrobić wszystko, co możliwe, aby sprzymierzyć się z rodem Savoia, który uprzednio znalazł się w przeciwnym obozie. Ożenił się więc z Marią Sabaudzką, córką księcia Sabaudii Amadeusza VIII.
W 1446 r., wobec pogarszającego się stanu zdrowia, Filip Maria zaczął się bardziej troszczyć o wieczne zbawienie. Polecił grupie teologów zbadać zagadnienie: Czy władca ziemski może być zbawiony? Uspokojony przez teologów, którzy wskazali mu jednak konieczność wskazania następcy, zwrócił się ku Francesco Sforzy, który już wcześniej był na jego służbie, ale przeszedł do przeciwnego obozu, a który był żonaty per procura z jego córką Biancą Marią.
Śmierć Filipa Marii w 1447 r. rozpętała wyścig po władzę. Żadnemu ze stronnictw nie udało się odnieść zwycięstwa, a w Mediolanie ustanowiono Republikę Ambrozjańską. Po jej upadku władzę przejął Franciszek I Sforza.